# Cristallisation sensible

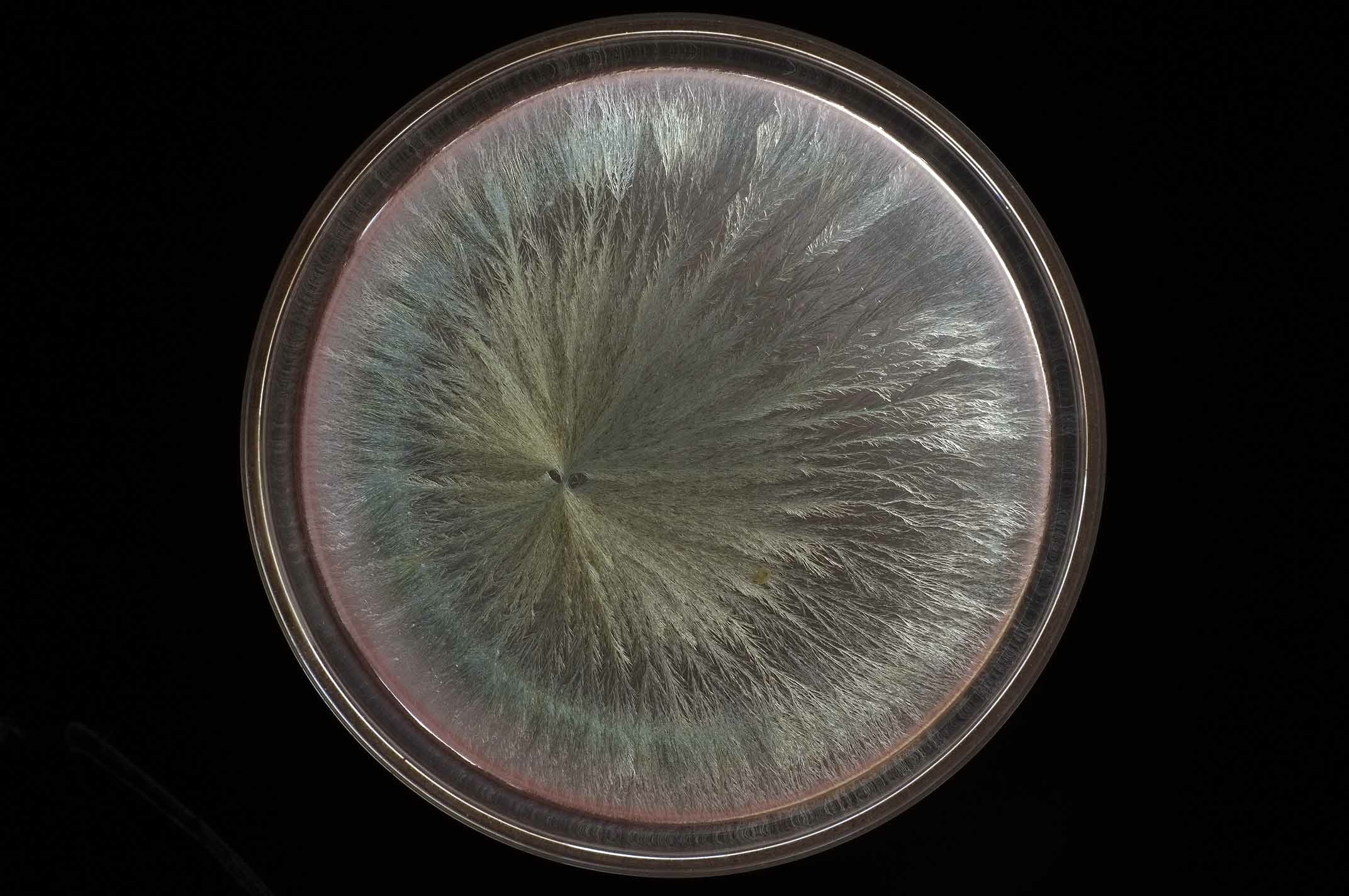
Cristallogramme d'un vin rouge. Trois zones sont visibles : deux vacuoles centrales, champs médian avec un réseau cristallin dense et anneau périphérique externe

La cristallisation sensible ou « cristallisation du chlorure de cuivre avec additif » est un procédé pseudo-scientifique de caractérisation utilisé notamment par les partisans de l'anthroposophie et de la biodynamie, courant lui-même issu de l'anthroposophie.
Pour ses adeptes, elle constitue une des méthodes globales d'évaluation de la qualité d'un produit, généralement alimentaire ou médicamenteux, basée sur l'analyse de la forme macroscopique des cristaux obtenus par cristallisation dans une enceinte dont les conditions sont standardisées. Dans certaines médecines non conventionnelles, des fluides du patient peuvent être analysés de la même manière. 

## Historique
Ehrenfried Pfeiffer, chimiste et agronome allemand, invente cette méthode en 1925, sur la suggestion de Rudolf Steiner, fondateur de l'anthroposophie, une doctrine spirituelle.
En France, un colloque a eu lieu en 1998 sous les auspices du Ministère de l’Économie, des Finances et de l’Industrie. Mais par la suite, la communauté scientifique semble s’être désintéressée de la question.

## Utilisation
La méthode est utilisée par les tenants des vins biodynamiques pour évaluer la qualité de leur vin. Mais pour l'Institut Français du vin la « cristallisation sensible » est estimée  « très difﬁcile à maitriser et notamment la répétabilité n’est pas très bonne d’après ces essais » et « il est très difﬁcile de faire un parallèle avec les autres indicateurs viticoles ou œnologiques ».

## Méthode

### Principe de fonctionnement dans l'imaginaire des anthroposophes
La matière incorporerait des « forces » qui lui « donneraient » un « pouvoir » de « mise en forme ». La présence de ces « forces » s'exprimerait par la capacité des substances à organiser la cristallisation du chlorure de cuivre  à partir d'une solution, et par évaporation, dans des conditions de température et d'hygrométrie prédéfinies. Dans un environnement « défavorable », cette capacité serait considérablement affaiblie ou modifiée.